# Jednota pro stavbu a vydržování kostela v Pražském Předměstí
Jednota pro stavbu a vydržování kostela v Pražském Předměstí byl spolek, který byl založen v roce 1921 a jeho základním cílem bylo vybudování kostela na Pražském Předměstí, který tu dosud chyběl. Kostel, jenž byl vystavěn v letech 1929–1932, nese zasvěcení Božskému srdci Páně.

## Historie
V roce 1890 se Pražské Předměstí osamostatnilo, ale místní římští katolíci nadále spadali pod farnost kuklenskou a jeho kostel sv. Anny, který byl pro zdejší občany vzdálen příliš daleko. Navíc samostatná obec by měla mít i svůj kostel, hlavně když dříve jich tu bývalo několik, zničených za husitských válek nebo při stavbě královéhradecké pevnosti. Proto se postupně začala objevovat touha po výstavbě vlastního kostela.
Roku 1921 došlo k ustavení Jednoty pro postavení a vydržování kostela v Pražském Předměstí, která si právě výše zmíněnou touhu vzala za svůj hlavní program. První protokol o činnosti byl sepsán 24. února 1921. V předsednictvu i dozorčí radě zasedali zejména příslušníci zdejší lidové strany, např. inspektor státních drah L. Haniš. Doba jim tehdy nebyla příliš nakloněná, a tak se spolek shodl, že výstavba nového kostela bude prohlášena jako památník vojínům, kteří padli v 1. světové válce a tento tah mu vyšel, protože přílišný odpor proti novému římskokatolickému svatostánku nenastal, právě naopak.
Pro výstavbu nového kostela byl nejprve zakoupen pozemek, kde dnes stojí rohový dům čp. 733, postavený vlastníkem železářství Matějkou. Teprve po neschválení onoho projektu došlo k zakoupení nového místa na Havlíčkově náměstí (dnes náměstí 28. října). To již jednota nesla pojmenování „Jednota pro stavbu a vydržování kostela Božského srdce Páně v Pražském Předměstí“.
Svoje valné hromady i další schůze jednota konala v předsálí Adalbertina a v hostincích Mexiko nebo Port Artur. Nejdůležitějším a zároveň nejobtížnějším krokem bylo shánění finančních prostředků. Základní kámen ke kostelu byl položen 28. září 1928 a posvětil ho sám královéhradecký biskup Karel Kašpar. Kostel měl být vysvěcen 28. září 1929 k uctění 1000. výročí smrti sv. Václava. Vše však zhatila větrná bouře 4. července 1929, která strhla lešení a s ním i velkou část stavby s kostrou, jež byla připravena na betonáž.
Po slavnostním vysvěcení kostela 14. srpna 1932 se jednota starala o finanční zajištění jeho úplného dokončení, údržby a ostatních věcí s ním spojených. Existenci spolku nenarušila ani německá okupace, ale komunistickému režimu byla jednota trnem v oku, a tak v roce 1950 musel zaniknout.